# La muralla infernal
La muralla infernal fue un programa de televisión chileno transmitido por Mega, basado en un formato japonés conocido mundialmente como The Whole in the Wall.
Su primera temporada fue estrenada el 17 de marzo de 2009, siendo conducida por los animadores del matinal del canal Mucho gusto, José Miguel Viñuela y Javiera Contador. El programa era transmitido los días martes en horario prime.
En julio de 2009, comenzó una nueva temporada enfocada principalmente en los jóvenes y siendo transmitida de lunes a viernes a las 19:00, esta vez, con la conducción de Fernando Godoy y Lucila Vit; esta última, fue modelo o "salvavida" de la primera temporada. Además, contaba con un equipo de "salvavidas", quienes además realizaban coreografías, y se mostraban diariamente notas de "backstage" con la participación de ellos, muy similar a lo que se hacía en el antiguo programa juvenil de Mega, Mekano.
Tiempo después se realizó una competencia entre los equipos "Salvavidas" y "Talento de Barrio" -este último fue conformado por fotologers que sueñan con ser bailarines-, la que duró hasta el fin del programa en noviembre. Una segunda temporada estaba en producción, pero finalmente se canceló por razones desconocidas.
- Datos: Q5967479